# Imen Es
Imen Es (* 3. Juni 1998 oder * 1999 in Sevran; als Imen Essrhir) ist eine französische Sängerin.

## Biografie
Imen Es ist die Tochter marokkanischer Eltern. Sie wurde am 18. November 2018 vom Label Fulgu Prod des Produzenten Abou Debeing unter Vertrag genommen. Am 23. November 2018 veröffentlichte sie ihre erste Single Attentat, die ihr zum Durchbruch in Frankreich verhalf. Ihr erstes Studioalbum Nos vies erschien am 14. Februar 2020 und erreichte Platin-Status in Frankreich. Aufgrund des Erfolges von Nos vies wurde das Album, erweitert um sieben zusätzliche Titel, am 18. September 2020 erneut veröffentlicht.

## Diskografie

### Studioalben
| Jahr | Titel Musiklabel                      | Höchstplatzierung, Gesamtwochen, AuszeichnungChartplatzierungen (Jahr, Titel, Musiklabel, Platzierungen, Wochen, Auszeichnungen, Anmerkungen) | Höchstplatzierung, Gesamtwochen, AuszeichnungChartplatzierungen (Jahr, Titel, Musiklabel, Platzierungen, Wochen, Auszeichnungen, Anmerkungen) | Anmerkungen                                                |
| Jahr | Titel Musiklabel                      | FR | BEW | Anmerkungen                                                |
| ---- | ------------------------------------- | --- | --- | ---------------------------------------------------------- |
| 2020 | Nos vies Fulgu Prod / Bendo Music     | FR5 Platin · (103 Wo.)FR | BEW23 (31 Wo.)BEW | Erstveröffentlichung: 14. Februar 2020 Verkäufe: + 100.000 |
| 2021 | Es Fulgu Prod / Bendo Music           | FR14 Gold · (37 Wo.)FR | BEW63 (8 Wo.)BEW | Erstveröffentlichung: 3. Dezember 2021 Verkäufe: + 50.000  |
| 2023 | Train de Vie Fulgu Prod / Bendo Music | FR5 (18 Wo.)FR | BEW48 (2 Wo.)BEW | Erstveröffentlichung: 9. Februar 2023                      |
| 2025 | L’album du mâle Capitol Records (UMG) | FR19 (… Wo.)FR | BEW102 (3 Wo.)BEW | Erstveröffentlichung: 22. Mai 2025 mit Lynda               |

### EPs
- 2024: DK (mit Franglish)

### Singles
| Jahr | Titel Album                             | Höchstplatzierung, Gesamtwochen, AuszeichnungChartplatzierungen (Jahr, Titel, Album, Platzierungen, Wochen, Auszeichnungen, Anmerkungen) | Höchstplatzierung, Gesamtwochen, AuszeichnungChartplatzierungen (Jahr, Titel, Album, Platzierungen, Wochen, Auszeichnungen, Anmerkungen) | Höchstplatzierung, Gesamtwochen, AuszeichnungChartplatzierungen (Jahr, Titel, Album, Platzierungen, Wochen, Auszeichnungen, Anmerkungen) | Anmerkungen                                                                                                 |
| Jahr | Titel Album                             | FR | BEW | CH | Anmerkungen                                                                                                 |
| --- | --------------------------------------- | --- | --- | --- | --- |
| 2018 | Attentat –                              | FR23 Platin · (14 Wo.)FR | — | — | Erstveröffentlichung: 23. November 2018 Verkäufe: + 200.000                                                 |
| 2019 | Je sais –                               | FR117 (3 Wo.)FR | — | — | Erstveröffentlichung: 9. März 2019                                                                          |
| 2019 | Mayday Nos vies                         | FR157 Gold · (1 Wo.)FR | — | — | Erstveröffentlichung: 22. Juni 2019 Verkäufe: + 100.000                                                     |
| 2019 | Oui Nos vies                            | FR58 (2 Wo.)FR | — | — | Erstveröffentlichung: 9. November 2019                                                                      |
| 2020 | Je t’aime en silence Nos vies           | FR68 Gold · (5 Wo.)FR | — | — | Erstveröffentlichung: 18. Januar 2020 Verkäufe: + 100.000                                                   |
| 2020 | D’ennemi à bébé Nos vies                | FR104 (2 Wo.)FR | — | — | Erstveröffentlichung: 7. Februar 2020                                                                       |
| 2020 | 1ère fois Nos vies                      | FR11 Diamant · (35 Wo.)FR | — | — | Erstveröffentlichung: 14. Februar 2020 Verkäufe: + 333.333; feat. Alonzo                                    |
| 2020 | Jusqu’au bout Nos vies                  | FR47 Diamant · (36 Wo.)FR | BEW6 ×2Doppelplatin · (30 Wo.)BEW | — | Erstveröffentlichung: 12. Juni 2020 Verkäufe: + 373.333; mit Amel Bent                                      |
| 2021 | Essaie encore Es                        | FR5 Platin · (21 Wo.)FR | — | — | Erstveröffentlichung: 28. Mai 2021 Verkäufe: + 200.000                                                      |
| 2021 | Fantôme Es                              | FR9 Gold · (14 Wo.)FR | — | — | Erstveröffentlichung: 7. Oktober 2021 Verkäufe: + 100.000                                                   |
| 2022 | Piqué –                                 | FR72 (2 Wo.)FR | — | — | Erstveröffentlichung: 8. Juli 2022 mit Ronisia                                                              |
| 2022 | Pervers narcissique Train de Vie        | FR53 (2 Wo.)FR | — | — | Erstveröffentlichung: 20. Oktober 2022                                                                      |
| 2023 | Pour nous Train de Vie                  | FR166 (1 Wo.)FR | — | — | Erstveröffentlichung: 20. Juli 2023                                                                         |
| 2023 | Petit génie –                           | FR1 Platin · (… Wo.)FR | BEW6 ×2Doppelplatin · (54 Wo.)BEW | CH42 (14 Wo.)CH | Erstveröffentlichung: 4. August 2023 Verkäufe: + 240.000; mit Jungeli & Alonzo feat. Lossa 6 & Abou Debeing |
| 2023 | Parler de nous –                        | FR182 (1 Wo.)FR | — | — | Erstveröffentlichung: 28. September 2023                                                                    |
| 2024 | T’oublier –                             | FR154 (1 Wo.)FR | — | — | Erstveröffentlichung: 25. April 2024                                                                        |
| 2024 | 1minute L’album du mâle                 | FR20 (6 Wo.)FR | — | — | Erstveröffentlichung: 21. November 2024 mit Lynda                                                           |
| 2025 | Introspection L’album du mâle           | FR160 (1 Wo.)FR | — | — | Erstveröffentlichung: 23. Februar 2025 mit Lynda                                                            |
| Folgende Lieder erschienen nicht als Single, wurden aber durch das Album zum Download und Streaming bereitgestellt und konnten somit eine Platzierung erlangen: |                                         | | | | |
| |                                         | | | | |
| 2020 | Mon mari Nos vies                       | FR91 Gold · (2 Wo.)FR | — | — | Verkäufe: + 100.000                                                                                         |
| 2020 | Chelou Nos vies                         | FR50 Gold · (3 Wo.)FR | — | — | Verkäufe: + 100.000 feat. Dadju                                                                             |
| 2020 | Stop Nos vies                           | FR54 (3 Wo.)FR | — | — | feat. Jul                                                                                                   |
| 2020 | DSL Nos vies                            | FR132 (1 Wo.)FR | — | — | feat. Franglish                                                                                             |
| 2020 | Tic-tac Nos vies                        | FR140 (2 Wo.)FR | — | — | feat. Marwa Loud                                                                                            |
| 2020 | Gangsta Love Nos vies                   | FR167 (1 Wo.)FR | — | — | feat. Abou Debeing                                                                                          |
| 2020 | Mama Nos vies                           | FR172 (1 Wo.)FR | — | — | |
| 2020 | Turbulence Nos vies                     | FR194 (1 Wo.)FR | — | — | |
| 2020 | Mon bébé Nos vies                       | FR200 (1 Wo.)FR | — | — | |
| 2020 | Au début Nos vies (Réédition)           | FR119 (2 Wo.)FR | — | — | |
| 2020 | J’ai fait semblant Nos vies (Réédition) | FR156 (1 Wo.)FR | — | — | feat. Maître Gims                                                                                           |
| 2020 | Fausse soeur Nos vies (Réédition)       | FR162 (1 Wo.)FR | — | — | |
| 2021 | La go Es                                | FR75 (2 Wo.)FR | — | — | |
| 2021 | Vendeurs de rêve Es                     | FR136 (1 Wo.)FR | — | — | |
| 2021 | Djibril Es                              | FR147 (1 Wo.)FR | — | — | |
| 2021 | Lovés Es                                | FR168 (1 Wo.)FR | — | — | feat. Niro                                                                                                  |
| 2021 | Ma chérie Es                            | FR196 (1 Wo.)FR | — | — | |
| 2024 | Quitter DK                              | FR81 (5 Wo.)FR | — | — | mit Franglish                                                                                               |

### Als Gastmusikerin
| Jahr | Titel Interpretation                               | Höchstplatzierung, Gesamtwochen, AuszeichnungChartplatzierungen (Jahr, Titel, Interpretation, Platzierungen, Wochen, Auszeichnungen, Anmerkungen) | Höchstplatzierung, Gesamtwochen, AuszeichnungChartplatzierungen (Jahr, Titel, Interpretation, Platzierungen, Wochen, Auszeichnungen, Anmerkungen) | Höchstplatzierung, Gesamtwochen, AuszeichnungChartplatzierungen (Jahr, Titel, Interpretation, Platzierungen, Wochen, Auszeichnungen, Anmerkungen) | Anmerkungen                             |
| Jahr | Titel Interpretation                               | FR | BEW | CH | Anmerkungen                             |
| --- | -------------------------------------------------- | --- | --- | --- | --------------------------------------- |
| 2018 | Mes défauts Abou Debeing feat. Imen Es             | FR133 (4 Wo.)FR | — | — | Erstveröffentlichung: 25. August 2018   |
| 2020 | Envoûté Lyna Mahyem feat. Imen Es                  | FR71 Gold · (6 Wo.)FR | — | — | Erstveröffentlichung: 23. Oktober 2020  |
| 2020 | Unité Unité feat. Dadju, Soolking, Hatik & Imen Es | FR59 (16 Wo.)FR | — | — | Erstveröffentlichung: 20. November 2020 |
| 2020 | Dernière fois Alonzo feat. Imen Es                 | FR41 (1 Wo.)FR | — | — | Erstveröffentlichung: 11. Dezember 2020 |
| 2021 | Ciao Lynda feat. Imen Es                           | FR54 (3 Wo.)FR | — | — | Erstveröffentlichung: 21. Oktober 2021  |
| 2022 | Vie de rêve Naza feat. Imen Es                     | FR113 (1 Wo.)FR | — | — | Erstveröffentlichung: 10. Februar 2022  |
| Folgende Lieder erschienen nicht als Single, wurden aber durch das Album zum Download und Streaming bereitgestellt und konnten somit eine Platzierung erlangen: |                                                    | | | |                                         |
| |                                                    | | | |                                         |
| 2021 | Maladie Benab feat. Imen Es                        | FR50 (2 Wo.)FR | — | — |                                         |
| 2021 | Le choix Nahir feat. Imen Es                       | FR136 (1 Wo.)FR | — | — |                                         |

## Auszeichnungen für Musikverkäufe
Anmerkung: Auszeichnungen in Ländern aus den Charttabellen bzw. Chartboxen sind in ebendiesen zu finden.
| Land/RegionAuszeichnungen für Musikverkäufe (Land/Region, Auszeichnungen, Verkäufe, Quellen) | Gold     | Platin     | Diamant     | Verkäufe  | Quellen         |
| -------------------------------------------------------------------------------------------- | -------- | ---------- | ----------- | --------- | --------------- |
| Belgien (BRMA)                                                                               | —        | 4× Platin4 | —           | 80.000    | ultratop.be     |
| Frankreich (SNEP)                                                                            | 7× Gold7 | 4× Platin4 | 2× Diamant2 | 2.096.666 | snepmusique.com |
| Insgesamt                                                                                    | 7× Gold7 | 8× Platin8 | 2× Diamant2 |           |                 |